# Pommery und Hochzeitstorte
Pommery und Hochzeitstorte ist ein deutscher Fernsehfilm von Manfred Stelzer aus dem Jahr 2005. Es handelt sich um den zweiten Filmbeitrag zur dreiteiligen Fernsehreihe Pommery. Die Erstausstrahlung erfolgte am 12. September 2005 zur Hauptsendezeit im ZDF.

## Handlung
Bei Familie Fischbach geht es wieder einmal turbulent zu. Die Geschwister Luise, Frieder und Jasmin bereiten die bevorstehende Hochzeit ihrer Mutter Ruth mit ihrem Liebsten Raphael vor. Sie soll im Oderbruch stattfinden. Obwohl jeder seine eigenen Vorstellungen durchsetzen will, packen alle Fischbachs an, um ihrer Mutter den schönsten Tag ihres Lebens nicht zu vermiesen, so dekorieren sie die Hochzeitstorte. Ohne Familienstreitigkeiten kommen die Fischbachs auch diesmal nicht aus. 

## Produktionsnotizen
Die Dreharbeiten für Pommery und Hochzeitstorte erstreckten sich vom 8. März 2004 bis zum 7. April 2004 und fanden an Schauplätzen in Berlin und im Oderbruch in Brandenburg statt. Für die Produktion zeichnete die Ziegler Film unter Federführung der Produzentinnen Regina Ziegler und Winka Wulff verantwortlich. Die Erstausstrahlung erfolgte am 12. September 2005 zur Hauptsendezeit im ZDF.